# Mo O'Toole
Mo O'Toole (n. 24 februarie 1960) este un om politic britanic, membru al Parlamentului European în perioada 1999-2004 din partea Regatului Unit.
1. ↑  Deputații în Parlamentul European